# 亞歷山大·雲迪奴域
亞歷山大·雲迪奴域（1987年12月9日—），生於南斯拉夫萊斯科瓦茨，塞爾維亞足球運動員，司職進攻中場。

## 球員生涯
蘭傑洛維奇生於南斯拉夫萊斯科瓦茨，於當地球會伏伊伏丁那展開球員生涯，到2013年7月來超加盟甲組球會太陽飛馬，並在9月28日以2–1擊敗南區的聯賽，首度正選上陣便取得加盟後的首個入球，直到2014/15球季，蘭傑洛維奇上陣機會大減，至2015年1月球會與他解約加盟匈牙利乙組球會隆巴特。到2016年1月，蘭傑洛維奇重返香港加盟港超聯球會元朗，並在2月6日以2–0淘汰黃大仙的足總盃首圈，取得加盟後的首個入球，
隨後蘭傑洛維奇於4月30日對標準流浪的足總盃四強，在88分鐘左路突破後傳中令對手門前擺烏龍造就元朗以2–1反勝晉級決賽，終在5月15日對前球會香港飛馬的決賽，蘭傑洛維奇於67分鐘為元朗取得入球，惟結果元朗互射12碼以3–4落敗，總結2015/16球季蘭傑洛維奇僅於季中加盟仍迅速成為元朗救星，於各項賽事共上陣11場交出4入球4助攻的不俗成績，使元朗逐漸脱離季初15場不勝的低潮，亦是球隊得以護級成功兼殺入足總盃決賽的功臣，而季尾蘭傑洛維奇即使落獲幾支港超列強及一支中甲球隊垂青，但他決定與元朗續約確認將於2016/17球季繼續留效球隊。

## 家庭生活
蘭傑洛維奇於2016年4月24日4–1反勝灝天黃大仙的護級生死戰先在11分鐘取得的追平入球，最終助元朗宣告提早一輪護級成功，雖然賽後元朗職球員及球迷皆高興地慶祝，唯獨蘭傑洛維奇閉目沉思，原來他在3月30日對東方的聯賽數日前喪母，卻未有向球隊申請放假返國治喪，雖然球會人士曾勸其回國，但身為職業球員實無法在護級關頭拋下隊友，反而強忍傷痛如常留港操練，在這場護級大戰蘭傑洛維奇穿上印有母親在生日期及以克羅地亞文寫上「你與我同在」的黑色底衫字句，感激媽媽庇佑並把入球獻給她，蘭傑洛維奇的未婚妻安娜於2018年3月20日下午5時30分在塞爾維亞誕下兒子菲利普，並在6月15日與蘭傑洛維奇舉行婚禮。

## 榮譽
元朗
- 香港高級組銀牌冠軍（2017–18季度）

## 外部連結
- 香港足球總會網頁球員註冊資料 （页面存档备份，存于）